# Estancamiento brezhneviano

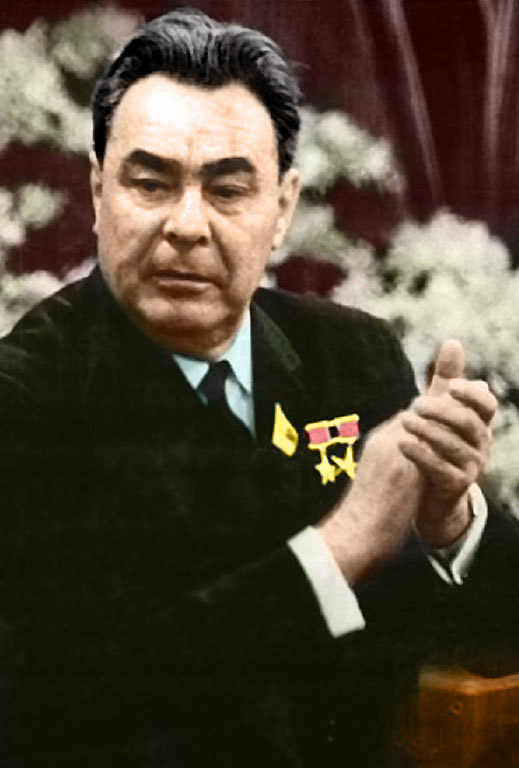
Leonid Brézhnev, líder de la URSS tras la destitución de Jrushchov, desde 1964 hasta su muerte en 1982.

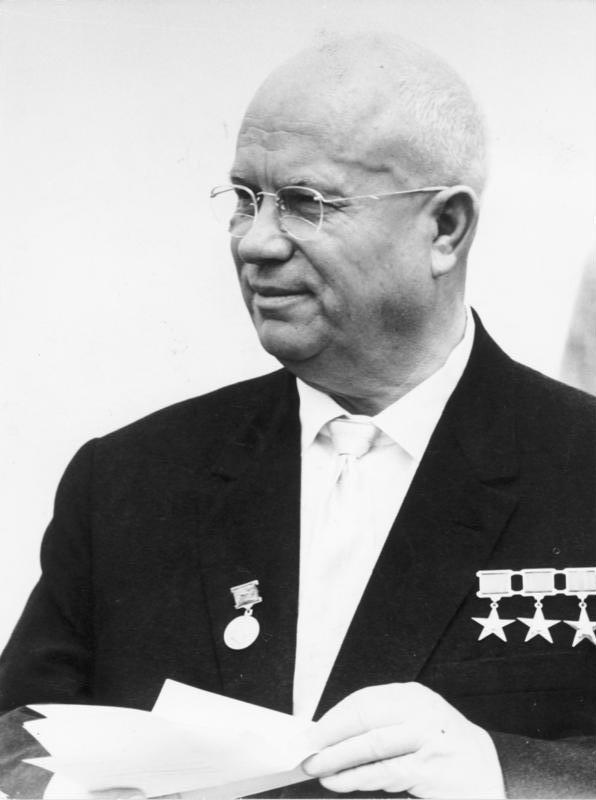
Nikita Jrushchov, líder de la URSS, tras la muerte de Stalin, entre 1953 y 1964.

El período de estancamiento brezhneviano (en ruso simplemente застой, transliterado como zastoy, "estancamiento") se refiere a un período de notable desaceleración socioeconómica que tuvo lugar en la Unión Soviética, que se inició hacia 1973, el cual era un sutil presagio de que el régimen podría llegar a sufrir un colapso a largo plazo, como efectivamente terminaría sucediendo a fines de 1991 (fenómeno asimismo potenciado en parte por la política de perestroika -"reestructuración"- lanzada por el Presidente del Presidium del Sóviet Supremo de la Unión Soviética Mijaíl Gorbachov en 1987).

## Terminología
Varios autores han sugerido diversas definiciones para la época de estancamiento, pero en general se refiere al período en la que Leonid Brézhnev fue el Secretario General del Partido Comunista de la Unión Soviética, y que tal vez pueda extenderse a los cortos y transitorios gobiernos de Yuri Andrópov y de Konstantín Chernenko, por lo que abarcaría, aproximadamente, desde 1973 hasta 1985. Incluso algunos autores sugieren extender su duración hasta 1990, en las postrimerías del gobierno de Mijaíl Gorbachov, quien abandonaría su cargo sólo unos meses después.

## Hechos que caracterizaron el período
La tibia liberalización iniciada y llevada a cabo momentáneamente a partir de 1956 por el líder soviético anterior, Nikita Jrushchov (conocida como "deshielo") fue suprimida, e incluso hubo una rehabilitación -aunque parcial- de la memoria de Stalin.
El comienzo del período de estancamiento fue marcado por el juicio por "traición", entre 1965 y 1966, contra los escritores Andréi Siniavski y Yuli Daniel y por la invasión del Pacto de Varsovia a Checoslovaquia en agosto de 1968, con el fin de aplastar la Primavera de Praga. Este último hecho implicó la formalización de la Doctrina Brézhnev de "soberanía limitada" de los países del Bloque del Este, entonces bajo regímenes socialistas.
Estos hechos claramente sugerían y presagiaban que no se realizarían reformas de fondo, ni debates serios al respecto (aún dentro de los ya de por sí limitados estándares soviéticos de tolerancia al cambio). Durante ese período, la "deslealtad ideológica" seguía siendo castigada (aunque no tan brutalmente como en tiempos de Iósif Stalin), y cualquier crítica contra el comunismo, los líderes del Partido, la literatura oficialmente promovida, o incluso comentarios sobre típicos hechos desagradables de la vida diaria (como las largas colas o el cuasi-permanente desabastecimiento) eran lisa y llanamente tildadas como "propaganda anti-soviética", con las graves complicaciones subsecuentes que les podían llegar a acarrear a quienes las osasen formular. Las manifestaciones políticas espontáneas eran virtualmente imposibles de realizar todavía (recién serían toleradas hacia 1990, durante la etapa final del gobierno de Mijaíl Gorbachov).
Por su lado, los disidentes eran arrestados, condenados y recluidos rutinariamente, incluso en  hospitales psiquiátricos (aún sin padecer trastornos o enfermedades mentales), forzando por lo tanto a los médicos a violar el juramento hipocrático, al obligarlos a suministrar drogas a quienes en realidad no las necesitaban. A estas improvisadas prisiones se las llegaría a conocer con el nombre de psijushkas o psikhushkas (psikhuški).
Algunos alegaron correctamente que las detenciones eran "ilegales" (en realidad eran más bien ilegítimas), ya que no había criminalidad intrínseca en la obtención y distribución de información, como se desprendía de la "Declaración Universal de Derechos Humanos" de 1948 y del acta final de la Conferencia sobre la Seguridad y la Cooperación en Europa de 1975 ambos documentos firmados por los representantes oficiales de la Unión Soviética. Pero como el régimen bien sabía, esos tratados sobre Derechos humanos eran letra (relativamente) muerta, ya que no podían "contradecir el derecho interno" vigente en los diferentes Estados, incluido el derecho soviético. En todo caso, más bien servían para tratar de calmar un poco las críticas contra la URSS sobre ese tema en particular.
En la vida social, por un lado, este período se caracterizó por la paz y la estabilidad, garantizadas por un Estado bastante benefactor. Las grandes masas de población tenían acceso a modestos ingresos, y se dio un gran aumento de los bienes de consumo. En 1981, el 78% de los hogares urbanos tenían una lavadora, frente a apenas un tercio en 1965, para 1985, tanto en las zonas urbanas como rurales, un 72% de las familias tenían lavadora. En 1965, un 11% de las familias soviéticas tenían una aspiradora, y un 4% una grabadora, para 1981, esta cifra aumentó a un 39% y a un 33% respectivamente.
Todo esto también fue gracias al aumento de la producción de bienes de consumo. La producción de televisores aumentó de más de 3,5 millones en 1965 a más de 8 millones en 1981, en el mismo periodo, la producción de frigoríficos aumentó de 1.675.000 a casi 6 millones, la producción de aspiradoras pasó de 800.000 a 3.359.000, incluso, productos relativamente modernos como las grabadoras aumentaron su producción de 453.000 a 3.216.000. Entre 1956 y 1976, se construyeron en la Unión Soviética 44 millones de nuevas viviendas, más que en ningún otro país del mundo. Entre 1981 y 1985, se construyeron 10.028.000 pisos. El tamaño medio de los apartamentos soviéticos pasó de 42,3 metros cuadrados en 1960 a 56,4 metros cuadrados en 1985.
El precio de los alquileres de los apartamentos estatales permaneció invariable desde 1928 en la URSS. En 1985, de media, las familias soviéticas gastaban un 3% de sus ingresos en el alquiler, frente al entre 20% y 30% que gastaban los estadounidenses y británicos.
En 1981, la URSS tenía un consumo de carne superior a países como Noruega, aunque inferior a otros países como la Checoslovaquia socialista. En ese mismo año la URSS consumía 2,25 veces más pescado que Estados Unidos y 1,22 veces más azúcar.
| Países         | Carne | Pescado | Huevos | Azúcar | Patatas | Pan y cereales |
| URSS           | 138   | 53      | 18     | 14     | 44      | 105            |
| Estados Unidos | 68    | 110     | 8      | 15     | 36      | 35             |
| Noruega        | 80    | 50      | 37     | 11     | 35      | 70             |
| Italia         | 127   | 77      | –      | 11     | 31      | 41             |
| España         | 76    | 75      | –      | 18     | 27      | 113            |
| Checoslovaquia | 109   | 87      | 5      | 19     | 37      | 79             |

El período del estancamiento básicamente estuvo caracterizado por estos tres puntos:
- La aparente desaceleración de indicadores macroeconómicos, aunque el PIB per cápita creció durante este periodo (1964-1982) un 3,24%.[10]

- El considerable aumento de acceso en bienes de consumo por parte de la población.[6] Entre 1950 y 1970, el consumo per cápita de alimentos se había duplicado en la Unión Soviética, los ingresos disponibles se habían cuadruplicado, el consumo de productos perecederos se habían triplicado y las compras de bienes duraderos se habían multiplicado por doce veces.[7] Por esta razón, el periodo de Brezhnev es recordado por los rusos como un periodo próspero.[11]

- Una renovada carrera armamentista contra los Estados Unidos, en particular referido al equiparamiento de la cantidad de ojivas (warheads) nucleares estratégicas ICBMs con ese país (logrado hacia 1975), aunque el período en general estuviese enmarcado en una relativa distensión, détente o coexistencia pacífica con Occidente (antes de la invasión soviética de Afganistán en 1979, que naturalmente contribuiría a "recalentar" la Guerra Fría). Este excesivo gasto militar, a su vez, contribuía a restarles recursos al oficialmente vituperado sector de los bienes de consumo y de los servicios dentro de la URSS.

## La Constitución de 1977 en medio del período de estancamiento
Leonid Brézhnev mismo declaró a ese período como el del comienzo del "socialismo desarrollado", lo que incluso proclamado en la recientemente reformada Constitución de la Unión Soviética de 1977, con motivo del 60° aniversario de la revolución bolchevique.
La nueva y pretendida Carta Magna decía que "La sociedad socialista desarrollada" (развитое социалистическое общество, transliterado como razvitóie sotsialistícheskoie óbschestvo) "es un paso natural, lógico en el camino hacia el comunismo". Asimismo, reforzaba el papel rector o dirigente del Partido Comunista.
Por lo que, a partir de ese momento -que era de cada vez mayor "quietismo" y estancamiento de la economía-, se pretendía ingresar "por decreto" a la primera -y confusa- etapa, que tendría una duración indefinida, del "comunismo", en teoría, tal como lo había preconizado el propio Karl Marx un siglo antes. Es decir, se pasaría paulatinamente de la era del esfuerzo y de las limitaciones propias del socialismo ("de cada cual según sus posibilidades, a cada cual según su trabajo") a la primera de un utópico comunismo (bajo el cual se reemplazaría la última parte de aquella máxima por "a cada cual según sus necesidades").

## Chistes y comentarios jocosos sobre el estancamiento
En la Unión Soviética de esa época existía una irónica broma que sugería que los siempre abundantes aduladores de Leonid Brézhnev no le habían dado la suficiente importancia al hecho de que el líder soviético había realizado su pequeña contribución al enriquecimiento de la lengua rusa. Su lapsus linguae en cuestión estaba relacionado con la frase "развитое общество" (развито́е, razvitóie óbschestvo, "sociedad desarrollada"). El ruso tiene dos versiones del adjetivo "развитое" (razvitoie) en uso: la primera de ellas, con el acento en la tercera sílaba (развито́е, razvitóie), es una derivación del verbo "desarrollar"; y la otra, con el énfasis en la segunda (разви́тое, razvítoie), es una derivación de un verbo que significa algo así como "des-tejer". Brézhnev pronunciaba (y todos los demás lo seguían, a fin de no contradecirlo) "razvítoie (óbschestvo)", con el acento en la segunda sílaba, dejando espacio para sonrisas burlonas, mientras su auditorio trataba de adivinar qué podría significar realmente esa "nueva palabra", si se refería a algo bueno o malo (compárese con las palabras castellanas "pérdida", "perdida" y una hipotética "perdidá").
Un sobredimensionado e ineficiente aparato burocrático del Partido Comunista se convirtió en el símbolo del período de estancamiento, y en el objeto de algunos incómodos chistes políticos, como el siguiente:

"Resulta que Vladímir Lenin, Iósif Stalin, Nikita Jrushchov y Leonid Brézhnev, como si se hubiese tratado de personajes contemporáneos, van en el mismo tren que de repente se detiene, aparentemente debido a un desperfecto.
Un todavía idealista Lenin se pregunta: "¿Es que acaso no estamos en un ‘Estado proletario’"? Así que llamemos a algunos trabajadores ferroviarios para que vengan a solucionar el problema, y despreocupémonos."
El "tierno" Stalin, expeditivo y sin dudar, vocifera: "¡Esto es un complot y el maquinista es el responsable, así que mejor ejecutémoslo!"
Jrushchov, tan voluntarista y poco práctico como siempre, sugiere: "Tal vez el problema esté en las vías, así que ¿Por qué no sacamos los tramos de rieles que ya dejamos atrás y no los colocamos en el lugar de la vía que tenemos por delante?"
Brézhnev, en cambio dice: "¡Camaradas, camaradas! Corramos las cortinas, prendamos el gramófono y movámonos fingiendo que el tren está avanzando..."

## Legado posterior
Muchos escritores oficiales ni siquiera osaron mencionar indirectamente el estancamiento económico o la relativamente visible represión política que se experimentó durante el largo régimen de Leonid Brézhnev (1964-1982). Años más tarde, ya durante la apertura o glásnost de Mijaíl Gorbachov, pretendieron no saber nada sobre la notable desaceleración económica que se había acentuado durante la pasada era brezhneviana, así como tampoco sobre la renovada represión a los ciudadanos que protestaban (en parte, debido a aquella situación)
El estancamiento continuó de manera efectiva durante los efímeros gobiernos de los sucesores de Brézhnev, Yuri Andrópov y Konstantín Chernenko, y se prolongó por lo menos hasta la perestroika, lanzada por Gorbachov en 1986.